# Последний форт
«Последний форт» — советский фильм 1971 года киностудии «Молдова-фильм» режиссёра Василе Брескану, по роману Самсона Шляху «Солдат идёт за плугом».

## Сюжет
Весной 1945 года четверо солдат Красной Армии оставлены как военная комендатура в только что отбитом у фашистов немецком городке. Сержант Воронин, бывший бухгалтер, теперь «герр комендант». Комендатуре помогает местный коммунист, освобождённый из нацистского концлагеря.
Начинают солдаты восстановление мирной хозяйственной жизни городка с попыток наладить отношения с предубеждённым и, зачастую, озлобленным населением. Рядом ещё идут бои, и жители не сразу понимают, что Красная Армия пришла к ним с миром. Убеждённая нацистка фрау Блаумер пытается разжечь среди жителей городка ненависть к советским солдатам, затаившиеся нацисты наносят удар за ударом: избивают Берту, которая работает на военной кухне, доводят до самоубийства кузнеца Курта.
Упорная работа советской «комендатуры», четверых простых солдат, ведущих в уже «мирное время» хозяйственные «бои», постепенно меняет настроение населения, и когда им на смену прибывает настоящий комендант, а солдат наконец-то демобилизуют, жители городка провожают их с признательностью и сожалением о расставании, прощаясь с ними как со своими друзьями.

## В ролях
- Валентин Зубков — Воронин
- Болот Бейшеналиев — Камаль Асланов
- Александр Боярский — Иосиф Каминский
- Анатол Чокану — Григорий Бутнару
- Лина Бракните — Кристин
- Лидия Смирнова — Берта
- Эльза Леждей — фрау Блаумер
- Лаймонас Норейка — Генрих Кнапке
- Андрей Чегаровский — Вилли
- Интс Буранс — Курт
- Янис Грантиньш — Иоганн
- Гражина Байкштите — Гертруда
- Анда Зайце — Эльза
- Галина Друк — Ирена